# Volleybalvereniging Flamingo's '56 2020-2021
Questa voce raccoglie le informazioni riguardanti il Volleybalvereniging Flamingo's '56 nelle competizioni ufficiali della stagione 2020-2021.

## Organigramma societario
Area direttiva
- Presidente: Michiel Noij

Area tecnica
- Primo allenatore: Ivo Martinovic

## Rosa
| N° | Nome                  | Ruolo | Data di nascita   | Nazionalità sportiva |
| -- | --------------------- | ----- | ----------------- | -------------------- |
| 1  | Rachel Feron          | P     | 8 agosto 1992     | Paesi Bassi          |
| 2  | Noa Klerckx           | S     | 11 agosto 1999    | Paesi Bassi          |
| 3  | Veerle van den Heuvel | S     | 22 giugno 1996    | Paesi Bassi          |
| 4  | Noa Rahangmetan       | P     | 21 agosto 2002    | Paesi Bassi          |
| 6  | Steffie Janshen       | S     | 18 novembre 1987  | Paesi Bassi          |
| 7  | Yara van de Ven       | L     | 21 giugno 2002    | Paesi Bassi          |
| 8  | Lara Hendricks        | S     | 6 ottobre 2000    | Paesi Bassi          |
| 9  | Joska Fransen         | C     | 30 ottobre 1994   | Paesi Bassi          |
| 10 | Eline Peeters         | C     | 1º settembre 2001 | Paesi Bassi          |
| 11 | Maus Smeets           | S/O   | 30 settembre 1990 | Paesi Bassi          |
| 13 | Michelle Koolen       | S     | 23 luglio 1998    | Paesi Bassi          |
| 14 | Anne Heesakkers       | C     | 24 febbraio 1995  | Paesi Bassi          |
| 16 | Susanne Kos           | L     | 5 gennaio 2000    | Paesi Bassi          |

## Statistiche

### Statistiche di squadra
| Competizione          | Punti | In casa | In casa | In casa | In trasferta | In trasferta | In trasferta | Totale | Totale | Totale |
| Competizione          | Punti | G       | V       | P       | G            | V            | P            | G      | V      | P      |
| --------------------- | ----- | ------- | ------- | ------- | ------------ | ------------ | ------------ | ------ | ------ | ------ |
| Eredivisie            | 5/20  | 7       | 2       | 5       | 9            | 5            | 4            | 16     | 7      | 9      |
| Coppa dei Paesi Bassi | -     | 1       | 1       | 0       | 1            | 0            | 1            | 2      | 1      | 1      |
| Totale                | -     | 8       | 3       | 5       | 10           | 5            | 5            | 18     | 8      | 10     |